# 观音洞镇
观音洞镇，是中华人民共和国贵州省毕节市黔西市下辖的一个乡镇级行政单位。
2013年5月9日，贵州省人民政府批复同意撤销沙井苗族彝族仡佬族乡，设置观音洞镇，镇人民政府驻井泉社区。

## 行政区划
观音洞镇下辖以下地区：
沙井村、金山村、营哨村、观音洞村、金化村、青岩村、黄泥村、金寨村、民丰村、菜河村、新合村、新庆村、中大村、大元村、源泉村、红杨村、元庆村、熊洞村、石林村和柏林村。